# Władimir Ostaszko
Władimir Iwanowicz Ostaszko (ros. Влади́мир Ива́нович Оста́шко, ur. 1924, zm. 24 grudnia 2016) – radziecki działacz partyjny, państwowy i dyplomata.

## Życiorys
Należał do WKP(b), był majstrem, zastępcą szefa warsztatu i głównym inżynierem fabryki lokomotyw w Ludinowie, później dyrektorem stanicy maszynowo-traktorowej. Kolejno pełnił funkcję przewodniczącego Komitetu Wykonawczego Ludinowskiej Rady Rejonowej, sekretarza Komitetu Wykonawczego Kałuskiej Rady Obwodowej i I sekretarza Kirowskiego Komitetu Rejonowego KPZR. Od stycznia 1963 do 22 grudnia 1964 był I sekretarzem Kałuskiego Przemysłowego Komitetu Obwodowego KPZR, potem radcą Ambasady ZSRR w Indiach, instruktorem wydziału KC KPZR, inspektorem KC KPZR, kierownikiem sektora wydziału KC KPZR i do czerwca 1985 zastępcą kierownika wydziału KC KPZR, a od 28 czerwca 1985 do 14 lipca 1989 ambasadorem nadzwyczajnym i pełnomocnym ZSRR w Kenii, w lipcu 1989 przeszedł na emeryturę.